# Tilly-Capelle
Tilly-Capelle è un comune francese di 163 abitanti situato nel dipartimento del Passo di Calais, nella regione dell'Alta Francia.
Il suo territorio comunale è attraversato dal fiume Ternoise.

## Società

### Evoluzione demografica
Abitanti censiti